# Karen Hoff
Pour les articles homonymes, voir Hoff.
Karen Hoff, née le 29 mai 1921 à Randers, et morte le 29 février 2000, est une céiste de course en ligne danoise qui concourait dans les années 1940 et au début des années 1950.

## Palmarès
Elle a remporté la médaille d'or au K-1 500 m aux Jeux olympiques d'été de 1948 à Londres.
Elle a aussi gagné deux médailles aux Championnats du monde de course en ligne de canoë-kayak avec l'or au (K-2 500 m: 1948) et l'argent au (K-1 500 m: 1950).

## Source de la traduction
- (en) Cet article est partiellement ou en totalité issu de l’article de Wikipédia en anglais intitulé « Karen Hoff » (voir la liste des auteurs).